# Herren von Riexingen

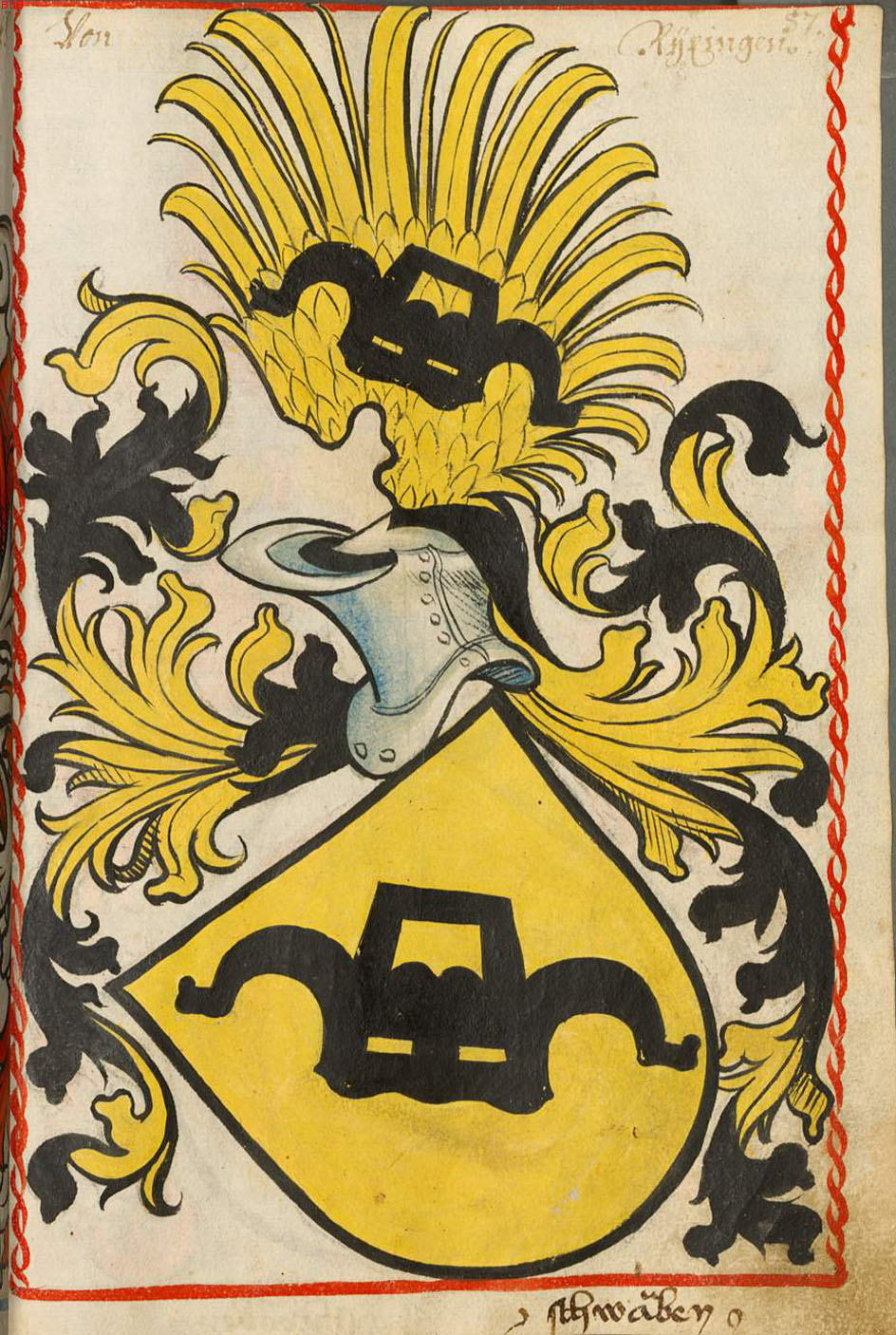
Wappen der Herren von Riexingen (15. Jhdt.)

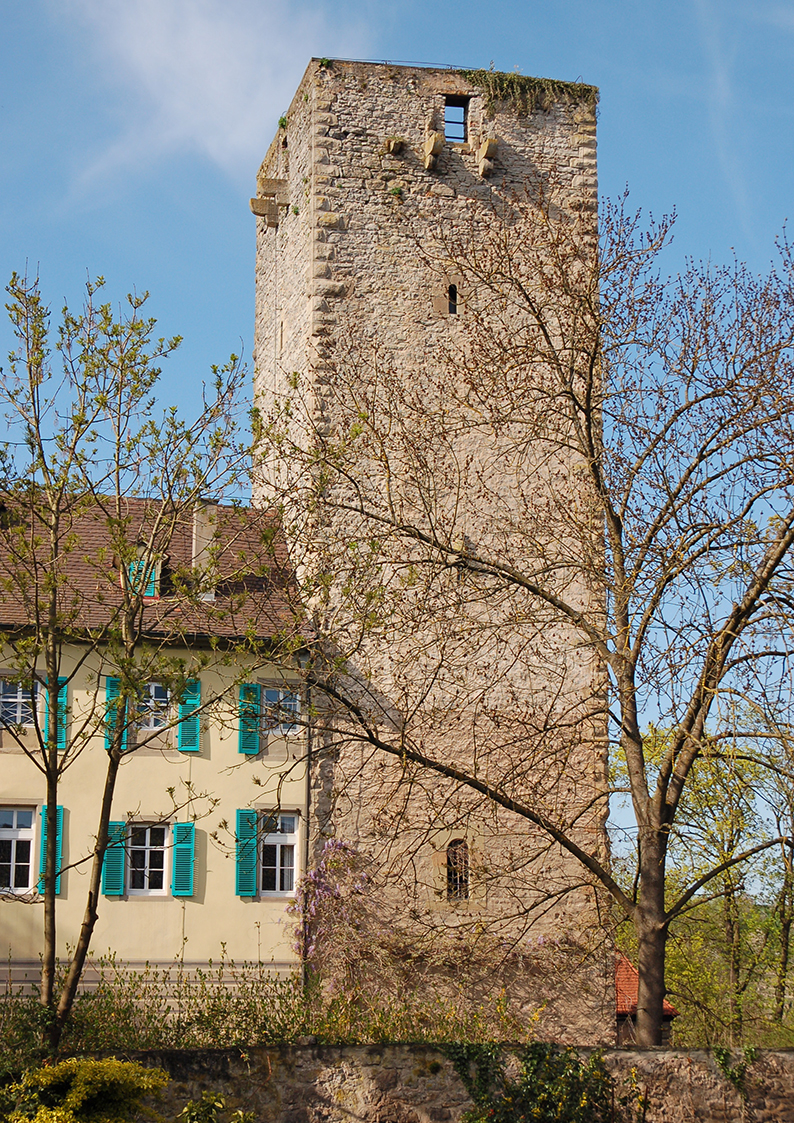
Burgfried in Unterriexingen

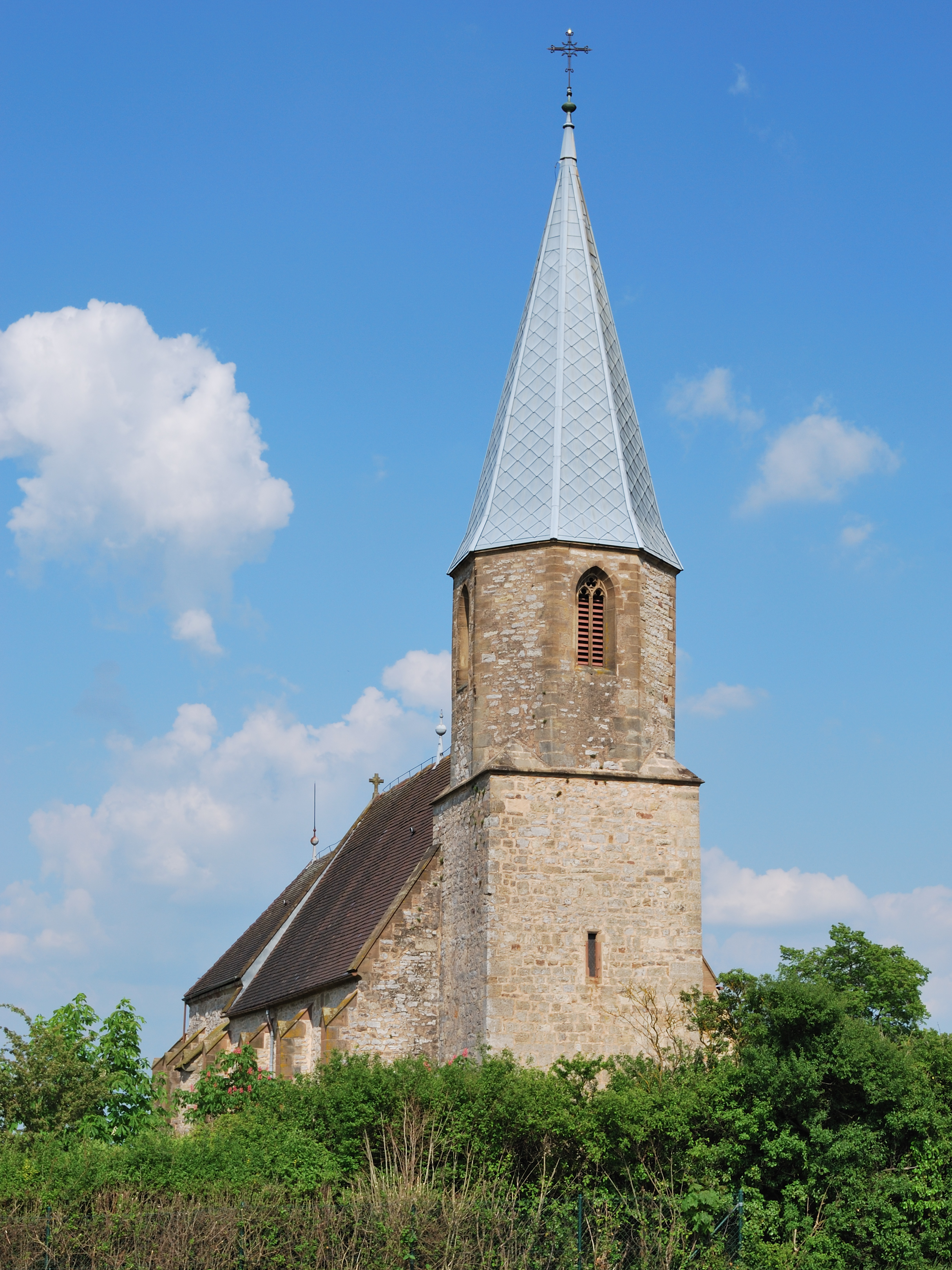
Frauenkirche von Westen

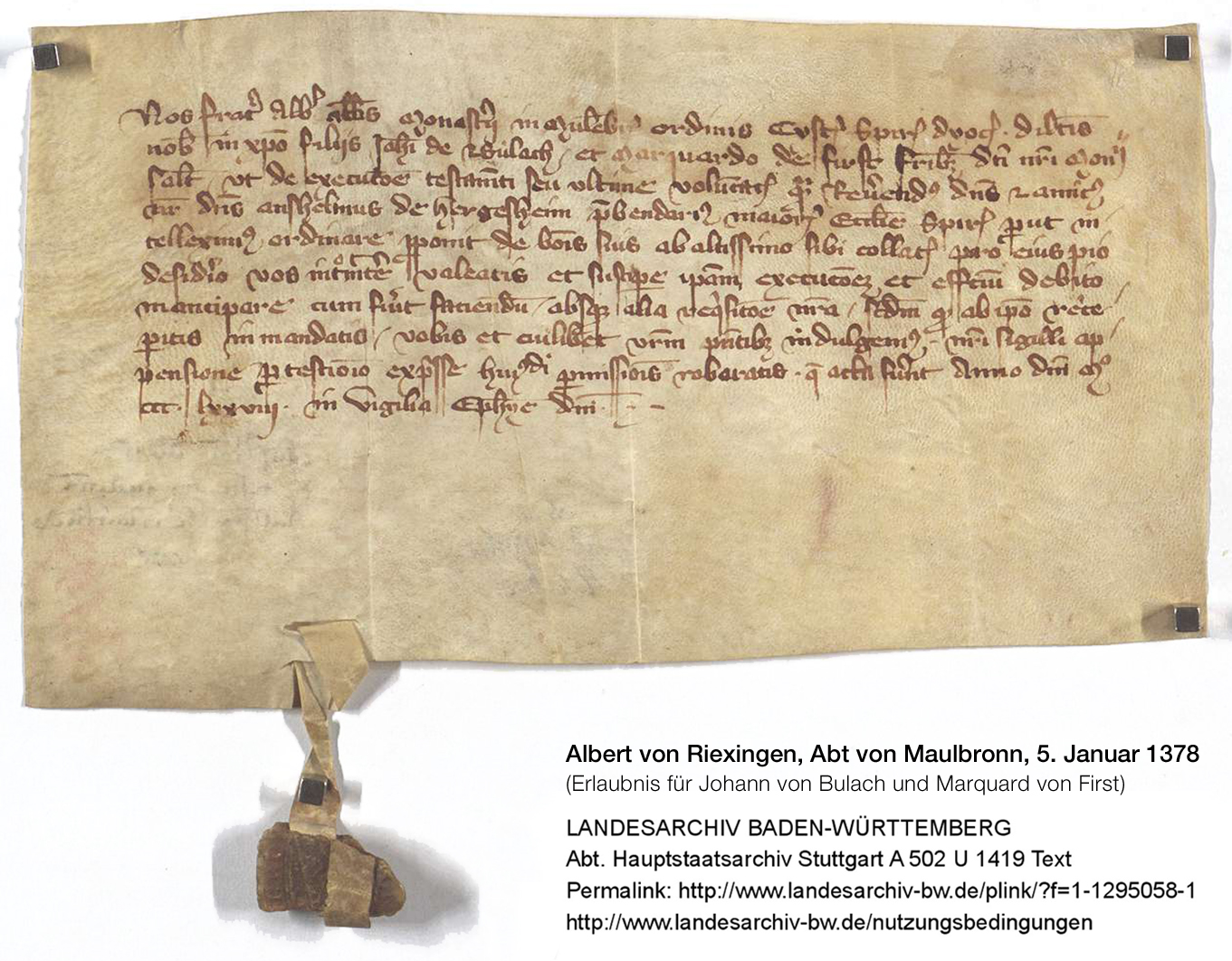
Urkunde von Albert von Riexingen, Abt von Kloster Maulbronn (1378)

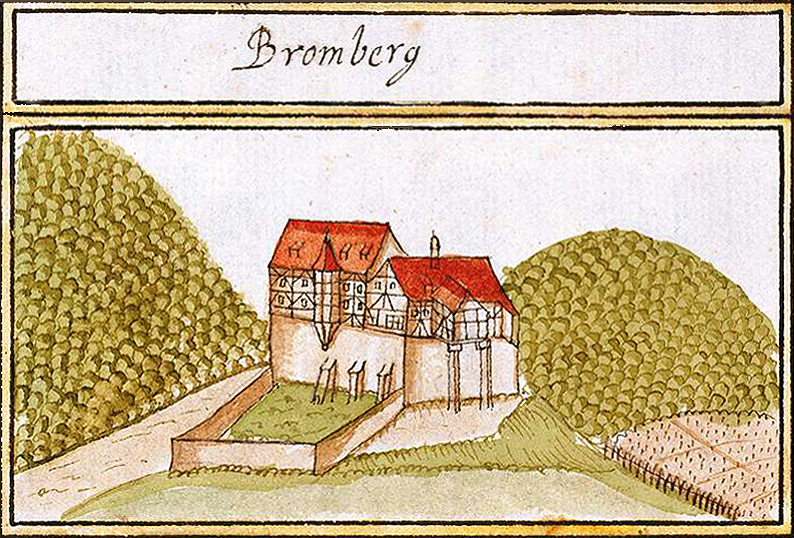
Burg Bromberg (1683)

Die Herren von Riexingen (anfangs Ruoggisingen, später auch Riegsingen) waren teils Ritter, teils Edelknechte, die ihren namengebenden Sitz auf der Burg Riexingen am Nordostrand von Unterriexingen im baden-württembergischen Landkreis Ludwigsburg hatten. Sie waren zeitweise Vasallen der Grafen von Vaihingen, der Markgrafen von Baden und ab dem 15. Jahrhundert insbesondere der Grafen von Württemberg. 1560 starb der letzte Vertreter ihres Geschlechts.

## Geschichte

### Erste Repräsentanten
Erstmals urkundlich belegbar ist das Geschlecht der Herren von Riexingen 1085, als Sigeboto de Ruoggisingen mit Gütern in Göttelfingen und Endingen im Schenkungsbuch des Klosters Reichenbach erwähnt wird. Als Sigeboto de Rüxingen taucht dieser neben einem Heinrich von Obernrüxingen um 1085 auch im Codex des Klosters Hirsau auf. Um 1100 führt Theodor Schön neben Sigebotos Witwe Petrissa außerdem Werner, Walter, Egenolf und Siegfried von Riexingen sowie die Schwiegersöhne Walter von Glatbach und Berthold von Waltdorf auf. Als Stifter für Kloster Hirsau fand er um 1150 noch Walther, Hartmann und Ernst von Riexingen. Danach sind bis ins 14. Jahrhundert keine Urkunden überliefert.

### Spätmittelalter
Ab dem ausgehenden 14. Jahrhundert nimmt die Zahl der Urkunden von und mit Herren von Riexingen zu. Hier einige Beispiele, die die Lehens-, Besitz- und Verwandtschaftsverhältnisse dieser vielfach mit den benachbarten Herren von Sachsenheim verbundenen Niederadeligen erhellen:
- 1340 verkauft der Edelknecht Hartmann von Riexingen mit Einwilligung seiner Söhne Eberhard und Heinrich, genannt der Kirchherr, dem Vaihinger Bürger Konrad Gossolt eine Gült aus Wiesen am Scheckstein im Stromberg.[3]
- 1345 ist Wilhelm von Riexingen Zeuge für Isengard von Berlichingen.[3]
- 1377 tauscht Albrecht von Riexingen, Abt des Klosters Maulbronn, einen Teil an der Burg und dem Kirchensatz in Dürrmenz an Gerlach von Dürrmenz gegen etliche Güter in Dürrmenz.[4] Um 1405 vermittelt er im Streit zwischen Kloster Schönau und Kloster Billigheim im Odenwald um Güter und Zinse zu Mosbach.[5]
- 1379 verleihen Kleinhans von Sachsenheim und Fritz von Riexingen, genannt Osterbrunn, als Vormünder der Gutlin, Tochter ihres Vetters Heinrich von Riexingen, genannt der Kirchherr, an Heinrich Zimmermann und dessen Erben von Zimmern Äcker am Sachsenheimer Wald und Wiesen zu Erblehen. Gutlin (Guta) wurde darauf in Kloster Rechentshofen mit einigen Gülten untergebracht, ihre Schwester Anna von Riexingen als Haupterbin mit Hans Pfau von Dalheim verheiratet. 1428 ist Anna in zweiter Ehe mit Jakob von Stein verheiratet und Guta Äbtissin in Rechentshofen.[6]
- 1393 reversiert Burkhard Burx, Bürger zu Grüningen, dem Junker Fritz von Riexingen, genannt Osterbrunn, für das Erblehen einer Wiese im Tal zu Grüningen, die der „Dreifaltigkeitskapelle“ auf dem Böselsberg gehört.[7] 1394 stirbt Friedrich Osterbrunn von Riexingen und wird in der zuvor vermutlich von Heinrich von Riexingen ausgebauten Frauenkirche beigesetzt. Sein Epitaph ist das älteste der in dieser Grablege erhaltenen Grabmale.
- 1396 hat das Haus Württemberg bereits elf Eigenleute und einen Schultheiß namens Barnhort Kratzenbuch in Unterriexingen, die zusammen mit den Bürgern Grüningens Urfehde, das heißt ewige Treue, schwören müssen.[8]
- 1407 verkauft Georg von Enzberg den Geschwistern Seifried und Ennlin von Riexingen alles, was er in Mühlhausen und auf dessen Gemarkung hat.[9] 1408 verkaufen Rotfritz von Sachsenheim und seine Frau Ennlin von Riexingen sowie deren Bruder Seifried (Syfriet) von Riexingen dem Kloster Maulbronn all ihr Einkommen, ihre Güter und Gerechtsame zu Mühlhausen.[10] Gesiegelt haben Fritz von Sachsenheim, Ennlin von Riexingen; Seifried von Riexingen, Fürderer von Wunnenstein, Hans von Urbach, Hans und Burkhard von Sachsenheim.[11]
- 1411 heiratet Seifried Osterbrunn von Riexingen Anna von Klingenberg, Witwe von Rudolf Kamerer aus Heilbronn und Erbtochter von Konrad von Klingenberg und Anna von Sachsenheim,[12] die 1433 alle von ihrem Vater geerbten Rechte in Nordheim veräußert.[13]
- 1432 reversiert Sifrid von Riexingen als „Vorträger“ seiner Gattin Anna von Clingenberg dem Markgrafen Jakob I. von Baden über seine Belehnung mit genanntem Hauptgut nebst Gülte.[14] 1440 urkundet Anna von Klingenberg, dass Markgraf Jakob die 78,5 Gulden jährlicher Gülte, die ihr Gemahl Seifried senior als ihr Vorträger von diesem zu Lehen trug, mit 1250 fl. abgelöst habe, und übergibt dem Markgrafen alle Güter.[15] Seifried senior verspricht darauf dem Markgrafen, sein Leben lang dessen Lehensmann zu bleiben.
- 1436 kauft Seifried Osterbrunn von Riexingen die dem Haus Württemberg lehnbare Burg Bromberg samt Zugehörden von Eberhard von Sternenfels. 1447 verpfändet er diese vorübergehend an Georg von Nippenburg. 1464 verkauft Osterbrunn von Riexingen die Burg Bromberg samt Zugehör an die Herren Schwarzfritz von Sachsenheim, Hans von Liebenstein sowie Hans und Konrad von Sachsenheim, die das Gut aufteilen. Die beiden letztgenannten erhalten „die obere Hälfte des Burgstadels mit Zugehörden, insbesondere 265 Morgen Walds mit den darin liegenden Wiesen“.[16]
- 1436 Schwarzfritz von Sachsenheim stellt die Mitgift seiner Frau Notburga geb. Stubenhart auf Burg und Ort Unterriexingen sicher. / 24. April 1436[17]
- 1437 trägt Seifried Osterbrunn von Riexingen seinen allodialen Anteil an der „Vordern Burg“ und dem Dorf Riexingen[18] dem Grafen Ludwig I. von Württemberg-Urach zu Lehen auf.[19] Außerdem versprechen Seifried Osterbrunn von Riexingen senior und junior, den Zehnten zu Lauffen, den ihnen die Grafen Ludwig I. und Ulrich V. von Württemberg geeignet haben, „nicht in fremde Hand und an ihre Übergenossen“ zu veräußern. 1440 verkaufen Seifried von Riexingen senior, seine Frau Anna von Klingenberg und ihr Sohn Seifried junior dennoch ihre Zehntanteile zu Lauffen um 1300 fl. an das Kloster Frauenzimmern.[20]
- 1440 erlaubt Graf Ludwig von Württemberg „dem Sifrit Osterbrunn von Riexingen dem jüngeren“, seine Gattin Gerhuse von Sachsenheim mit 900 Gulden Morgengabe auf die Burg Riexingen mit Zugehör zu verweisen.[19]
- 1447 erwirbt Schwarzfritz von Sachsenheim beide Hälften des Riexinger Stammsitzes, und zwar die Urbach'sche von Bernolds von Urbach Kindern für 4500 fl. und die lehnbare Hälfte von Seifried Osterbrunn von Riexingen, um dann von Württemberg damit belehnt zu werden. Die lehnbare Hälfte verkauft Martin von Sachsenheim 1493 an Ludwig von Nippenburg, der damit am 18. Juni 1493 von Graf Eberhard im Bart belehnt wird.[21]
- 1454 verkaufen Dietrich von Bödigheim und seine Frau Elisabeth von Riexingen den Spitalmeistern und den Pflegern des Spitals und des Almosens zu Vaihingen an der Enz ihren Teil des Zehnten zu Unterriexingen um 1212 fl.[22]
- 1463 bezieht Seifried Osterbrunn II. von Riexingen Sold vom Haus Württemberg.[23] 1476 nennt Konrad von Sachsenheim, Bertholds Sohn, Seifried Osterbrunn II. von Riexingen „seinen lieben Schwager“. 1478 siegelt Seifried Osterbrunn II. für seinen Schwager Hans von Sachsenheim, ebenfalls ein Sohn von Berthold von Sachsenheim.[24]
- 1480 ist Georg I. von Riexingen für Graf Friedrich senior von Helfenstein Vogt auf der Burg Reußenstein. Seifried Osterbrunn II. steht in Diensten Württembergs und ist zusammen mit seinem Sohn Seifried Osterbrunn III. Herr von Spielberg. Nach dem Verkauf ihres Stammsitzes finden sich die Herren von Riexingen vorrangig im Umfeld der Burg Bromberg, über die sie allerdings nur noch zur Hälfte verfügen. 1487 versetzen die Brüder Seifried III. und Jörg von Riexingen sowie dessen Gattin Anna von Venningen die Feste Bromberg um 400 Gulden an Hans von Ützlingen.[25]
- 1483 siegelt Seifried Osterbrunn III. von Riexingen die Urfehdeverschreibung seines Vetters Schwarzfritz von Sachsenheim zur Beendung dessen Konflikts mit Graf Eberhard von Württemberg.[26]
- 1488 treten die Herren von Riexingen aufgrund einer kaiserlichen Aufforderung dem „Neckarviertel“ des Schwäbischen Bunds bei, der aus der Rittergesellschaft Sankt Georgenschild und einigen Reichsstädten entsteht.
- Um 1500 ist Kraft von Riexingen Dekan des Stifts zu Comburg, studiert hatte er zuvor an der Universität Tübingen.[27]

### Erlöschen des Geschlechts
Ab 1516 stand Pleicker von Riexingen in militärischen Diensten Herzog Ulrichs von Württemberg. 1519 stellten sich Pleicker und Hans von Riexingen an der Seite des ausgetretenen Herzog Ulrichs gegen den Schwäbischen Bund, lenkten nach der kampflosen Übergabe Tübingens und des Herzogs Flucht allerdings wieder ein und dienten fortan der österreichischen Interimsregierung. 1521 stellte Hans von Riexingen gegen Kaiser Karl V. „als Inhaber des Fürstentums Württemberg“ einen Lehensrevers um die halbe Feste Bromberg aus.

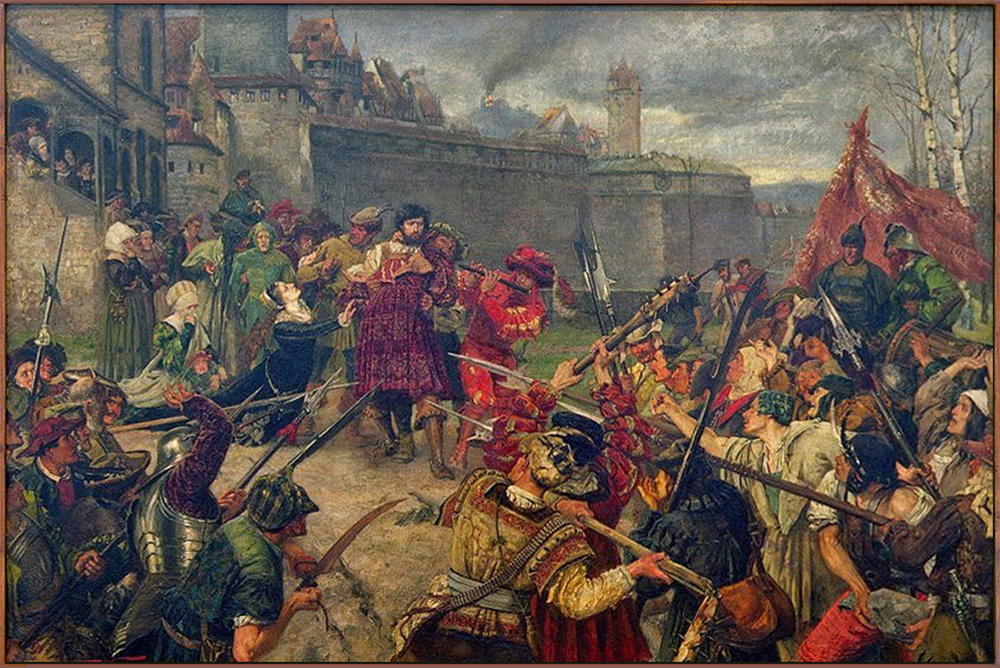
Zwei Riexinger Ritter wurden bei Weinsberg durch die Spieße gejagt

Nach dem Ausbruch des Bauernkriegs ritten Pleikhart bzw. Pleicker und Wiprecht von Riexingen 1525 im Gefolge Graf Ludwigs von Helfenstein nach Weinsberg, um Stadt und Burg zu verteidigen. Nachdem sich die Entsatztruppe der Übermacht ergeben hatte, wurden Wiprecht und Plicker von Riexingen im Zuge der Weinsberger Bluttat am 17. April mit ihrem Anführer Graf Ludwig und anderen Adeligen von den wütenden Rebellen „durch die Spieße gejagt“.
Nach dem Ableben von Hans von Riexingen († 1552) und Georg II. von Riexingen († 1560) verblieb schließlich nur noch eine Erbtochter: 1576 erteilte Graf Wolfgang von Hohenlohe und Herr von Langenburg seinem Lehensmann Christoph Sützel von Mergentheim die Erlaubnis, einen Teil des Heiratsguts seiner Ehefrau Susanna, geborene von Riexingen, auf Gütern, die von ihm zu Lehen rühren, zu widerlegen. 1586 wird die Witwe Susanna und damit das Geschlecht der Riexinger letztmals erwähnt.

## Lehensherren und Besitzrechte

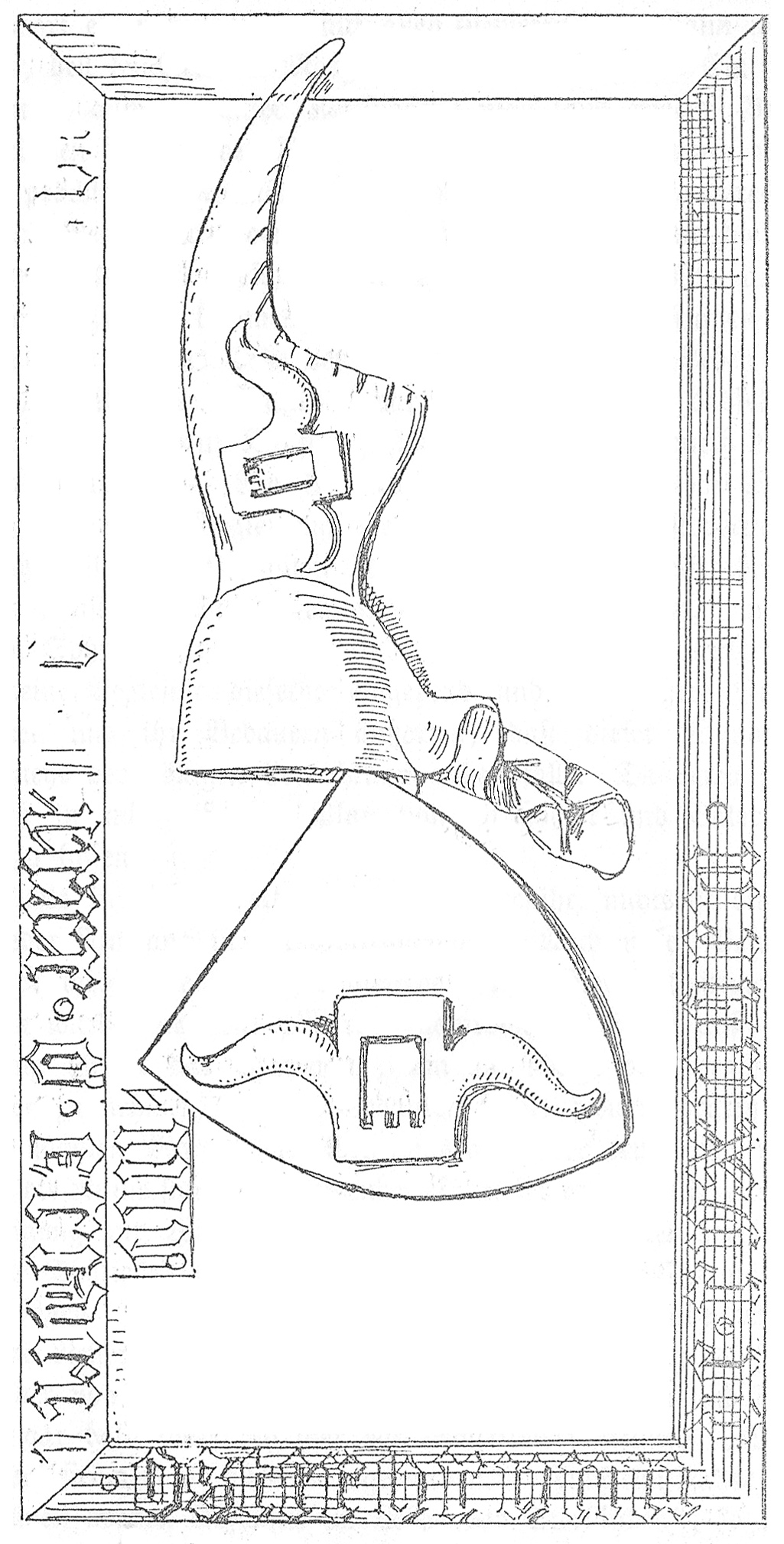
Ältestes Epitaph in der Frauenkirche: Friedrich Osterbrunn von Riexingen († 1394)

Ursprünglich waren die Herren von Riexingen wohl Lehensmänner der Grafen von Vaihingen im Enzgau. Im Spätmittelalter wurden als Lehnsherren kurzzeitig die Markgrafen von Baden und kontinuierlich die Grafen von Württemberg genannt. Während der österreichischen Interimsregierung Württembergs dienten sie von 1521 bis 1534 den Habsburgern. Ab etwa 1480 standen einige Riexinger auch in einem Lehensverhältnis mit den Grafen von Hohenlohe.
Unter den Ehen der Riexinger finden sich besonders häufig und mitunter an Inzucht grenzende Verbindungen mit der Familie von Sachsenheim und mehrfach auch mit den Familien von Nippenburg. Von Bedeutung waren zudem Ehen mit den Familien von Klingenberg, von Schmalegg-Winterstetten und Nothafft. Einzelne Söhne und Töchter der Riexinger wurden für eine geistliche Laufbahn bestimmt. Herausragend: Abt Albrecht von Maulbronn und Äbtissin Uta von Rechentshofen. 1545 war Ursula von Riexingen Klosterfrau in Kloster Frauenalb.
Im 15. Jahrhundert hatten die Herren von Riexingen über ihren Stammsitz hinaus Rechte und Besitz. Aufgeführt wurden unter anderen Güter in:
- Unterriexingen, Markgröningen und Münchingen rechts der Enz,
- Mühlhausen an der Enz, Oberriexingen, Sachsenheim und Metterzimmern links der Enz,
- Bromberg am Kirbach, Spielberg, Hohenhaslach und Schützingen im Stromberg,
- Lauffen am Neckar, Nordheim, Talheim und Horkheim im Zabergäu.

Zeitweise hatten sie neben Burg Riexingen und eventuell Burg Dauseck (auf Unterriexinger Gemarkung) auch die Burgen Bromberg im Kirbachtal und Kleiningersheim über dem Neckartal in ihrer Hand.